# Agrotis ripae
Agrotis ripae là một loài bướm đêm trong họ Noctuidae.

## Hình ảnh

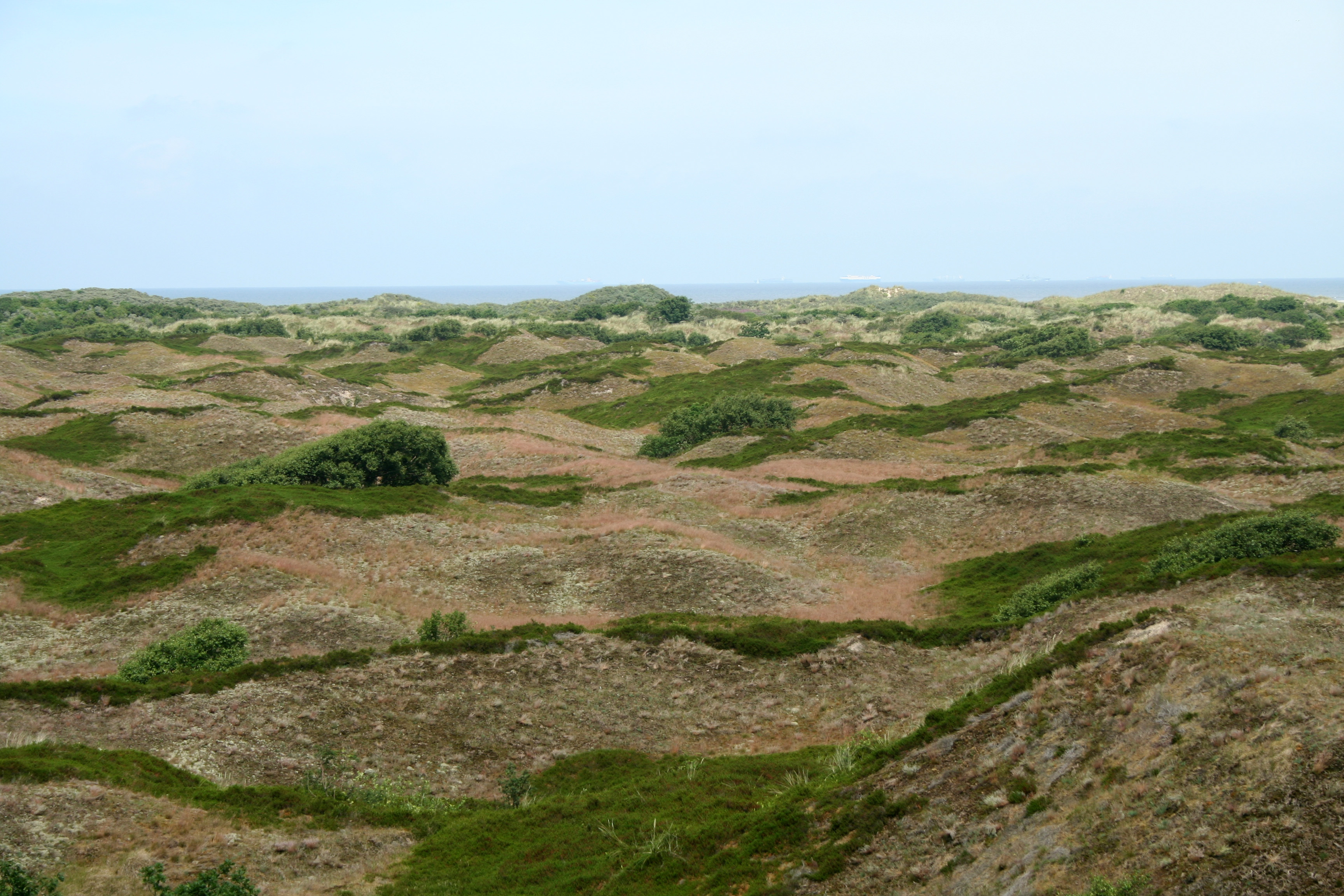
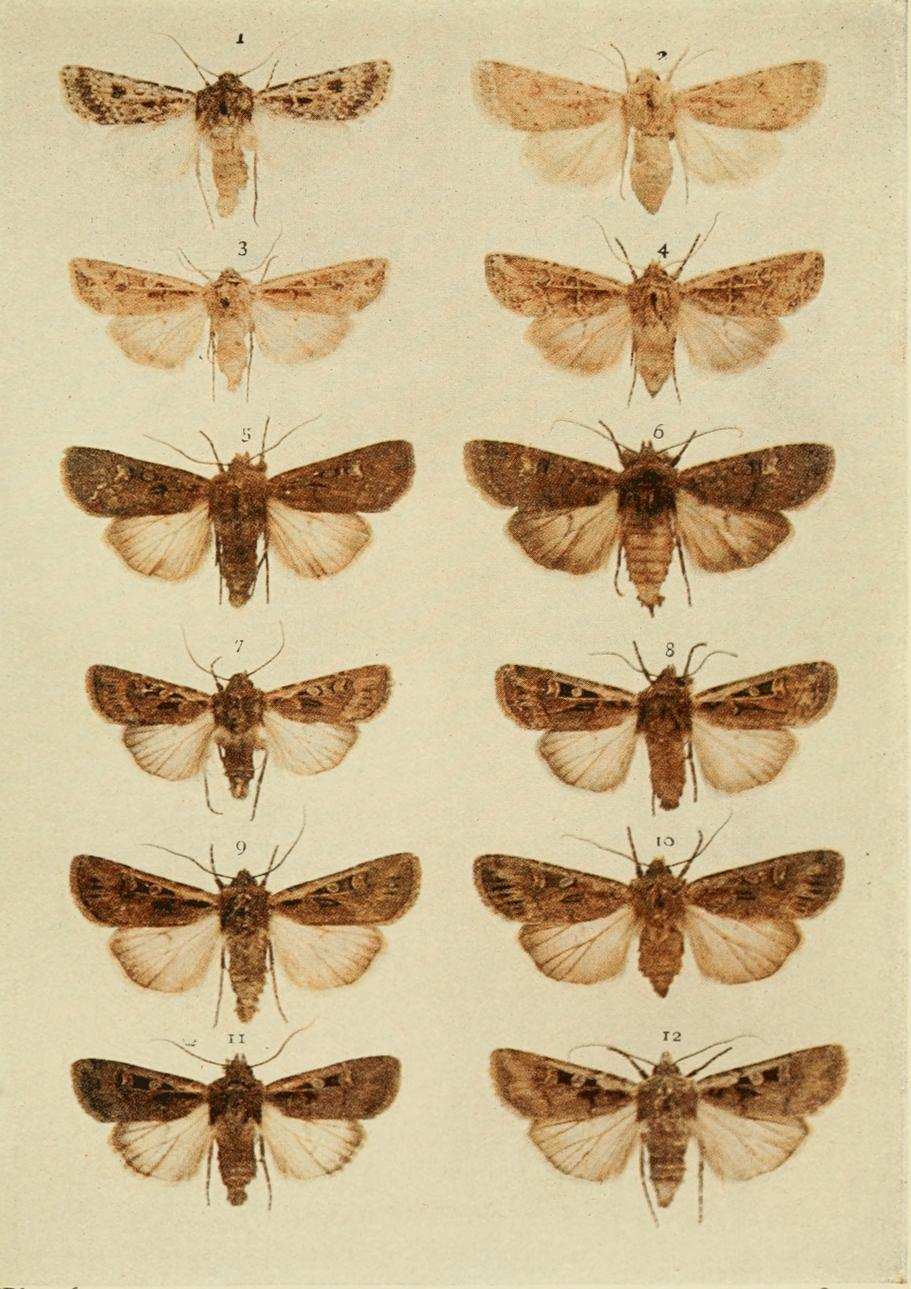